# 佩列羅斯特
51°52′54″N 31°18′45″E / 51.88167°N 31.31250°E
佩列羅斯特（烏克蘭語：Перерост），是烏克蘭北部的村莊，隸屬切爾尼希夫州的切爾尼希夫區。該村面積0.7平方公里，海拔高度154米，2001年人口12，人口密度每平方公里17.14人。